# Liste der Ministerien in Andorra
Dieses ist eine Liste der aktuellen Ministerien von Andorra.
- Ministeri de Presidència (Präsidialamt)
- Ministeri d’Afers Exteriors (Außenministerium)
- Ministeri de Justícia i Interior (Justiz- und Innenministerium)
- Ministeri d’Educació i Joventut (Ministerium für Bildung und Jugend)
- Ministeri de Finances i Funció Pùblica (Finanzministerium)
- Ministeri d’Economia i Territori (Ministerium für Wirtschaft und Raumordnung)
- Ministeri de Salut i Benestar (Ministerium für Gesundheit und Soziales)
- Ministeri de Turisme i Medi Ambient (Ministerium für Tourismus und Umwelt)
- Ministeri de Cultura (Kultusministerium)

Andorra unterhält kein eigenes Militär; die Landesverteidigung ist Aufgabe von Spanien und Frankreich.